# Theridion buxtoni
Theridion buxtoni är en spindelart som beskrevs av Lucien Berland 1929. Theridion buxtoni ingår i släktet Theridion och familjen klotspindlar. Inga underarter finns listade i Catalogue of Life.